# Escape (canción de Our Last Night)
«Escape» es una canción de la banda estadounidense Our Last Night. Fue lanzado el 2 de septiembre de 2008 como primer sencillo de su primer álbum de estudio, The Ghosts Among Us.

## Vídeo musical
El vídeo fue lanzado en el canal de Epitaph Records el 3 de septiembre de 2008.

## Créditos

### Our Last Night
- Trevor Wentworth - Screamings
- Matt Wentworh - Guitarra líder, vocalista
- Colin Perry - Guitarra rítmica, coros
- Alex Woodrow - Bajo
- Tim Molloy - Batería

- Datos: Q47771069